# Charlotte van Beuningen-Fentener van Vlissingen
Charlotte Elisabeth van Beuningen-Fentener van Vlissingen (Amsterdam, 18 juli 1880 - Wassenaar 28 januari 1976) was een filantroop uit Amsterdam.

## Jeugd
Van Beuningen-Fentener van Vlissingen werd geboren als dochter van Frederik Hendrik Fentener van Vlissingen en Lijntje Roosenburg. Haar vaders familie stamde uit het oude Amsterdamse koopmansgeslacht Fentener van Vlissingen en haar moeders familie kwam uit 's-Hertogenbosch. Charlotte bracht haar prille kinderjaren door in Amsterdam en verhuisde later naar Baarn, waar ze op de meisjesschool van de dames Kramer haar opleiding ontving.

## Huwelijk
Op 17 mei 1900 trad Charlotte Fentener van Vlissingen in het huwelijk met Willem van Beuningen, een broer van de Rotterdamse reder en kunstverzamelaar Daniël George van Beuningen. Willem was een filantroop, en Charlotte Van Beuningen-Fentener van Vlissingen werd al snel betrokken bij zijn werk. Samen verhuisden ze naar Utrecht en Van Beuningen-Fentener van Vlissingen werd actief in verschillende filantropische organisaties, waaronder de Oranjevereniging van Wijk C, Arbeid Adelt en het 'Armhuis'. Tijdens de Eerste Wereldoorlog stichtte ze een kantwerkschool voor Belgische vluchtelingen en haalde ze ondervoede kinderen uit Duitsland op voor vakantie in Nederland.
Van Beuningen-Fentener van Vlissingens zoon Willem jr was componist en kreeg les van onder andere Ravel. Hij componeerde onder de naam Guy Brain. Vanaf 1945 zat hij een aantal jaren in Kamp Vught, waar na de Tweede Wereldoorlog collaborateurs werden vastgehouden.

### Oxford Groep
Van Beuningen-Fentener van Vlissingen was in de jaren 1930 een vooraanstaand lid van de Oxford Groep, later bekend als Morele herbewapening. De Oxford Groep was een christelijke beweging onder leiding van de Amerikaanse protestantse theoloog Frank Buchman, die zich onder meer verzette tegen de herbewapening in die dagen. Zij leefde haar leven volgens de principes van deze beweging, eerlijkheid, zuiverheid, onbaatzuchtigheid en liefde, en schonk een deel van haar vermogen aan de organisatie. Ze was diep onder de indruk van Buchman, en reisde met hem mee om bijeenkomsten te organiseren. In 1937 organiseerde Van Beuningen een wereldconferentie in een grote veilinghal in Utrecht, waar duizenden mensen op afkwamen.

## Vught
In 1928 verhuisde het echtpaar Van Beuningen naar het landgoed Huize Bergen in Vught, waar ze zich weer inzetten voor sociaal-economische projecten en activiteiten ten bate van de lokale gemeenschap.
Tijdens de Tweede Wereldoorlog hielp Van Beuningen-Fentener van Vlissingen gevangenen in het concentratiekamp dat in 1942 op de Vughtse heide was gebouwd. Ze haalde de kampcommandant ertoe over dat ze voedselpakketten mocht afleveren, en de kas van Huize Bergen werd omgebouwd tot een cateringbedrijf, met de biljartzaal als opslagruimte. Dagelijks hielpen tientallen vrouwen en meisjes uit de omgeving met het snijden, smeren en verpakken van honderden boterhammen: tot twaalfhonderd voedselpakketten per week. Na ongeveer een jaar werd het initiatief meer gecentraliseerd door het Nederlandse Rode Kruis.
Van Beuningen-Fentener van Vlissingen wist de bezetter slim te bespelen: ze nodigde hoge officieren uit in Huize Bergen om hen te "bewerken". Zo gaf zij naar verluidt Arthur Seyss-Inquart een rondleiding door de tuin en liet zij speciale vissen in de parkvijver zetten zodat een van de kampcommandanten kon vissen. Deze contacten met de bezetter riepen ook vragen op, vooral omdat haar enige zoon zich had ingeschreven als pianist in de Kultuurkamer.
Op 20 maart 1945 was Van Beuningen-Fentener van Vlissingen een van de afgevaardigden die koningin Wilhelmina in Den Bosch ontvingen. Na de dood van haar man in 1948 verkocht zij Huize Bergen aan het bisdom Den Bosch, dat er een jeugdcentrum van maakte. Van de opbrengst kocht ze een groot pand in Wassenaar met meer dan twintig bedden en schonk het aan de beweging van Buchman. Gedurende haar gehele verdere leven reisde zij voor de beweging de wereld rond. Haar familie vergezelde haar vaak naar de conferenties in het Zwitserse Caux-sur-Montreux, waar het hoofdkwartier was gevestigd.
- Biografisch Portaal: 29076631
- International Standard Name Identifier: 0000 0003 9784 7488
- Nederlandse Thesaurus van Auteursnamen: 067574610
- Virtual International Authority File: 306154391
- WorldCat: E39PBJpdRg4pXWQxdhx99wWRrq